# Anthony Perrot
Anthony Perrot (Bergerac, 3 ottobre 1974) è un canottiere francese.

## Biografia
La sua squadra di club è stata l'Aviron Toulousain di Tolosa.
Ai mondiali di Colonia 1998 ha vinto l'argento nei 4 senza, assieme a Gilles Bosguet, Daniel Fauche e Francois Meurillon.
Ha rappresentato la Francia ai Giochi olimpici estivi di Atene 2004 classificandosi 6º nell'otto, con Donatien Mortelette, Bastien Ripoll, Bastien Gallet, Julien Peudecoeur, Jean-Baptiste Macquet, Jean-David Bernard, Laurent Cadot e Christophe Lattaignant.

## Palmarès
- Mondiali

Colonia 1998: argento nei 4 senza;